# 白什盘
白什盘是中国苏州苏帮菜的著名传统菜式。以虾仁、鸡片、蹄筋、木耳、香菇、笋片、鱼片等多种原料混炒，原色原味。该菜式色泽浅，口感清淡，营养丰富。